# Amrita Pritam

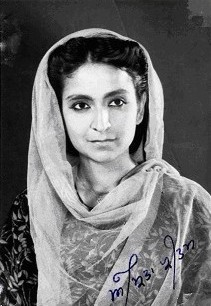
Amrita Pritam (1948); Urheber: Amarjit Chandan Collection

Amrita Pritam (Panjabi ਅੰਮ੍ਰਿਤਾ ਪ੍ਰੀਤਮ; 31. August 1919 in Gujranwala, Provinz Punjab, Britisch-Indien – 31. Oktober 2005 in Neu-Delhi) war eine indische Autorin, die vor allem für ihre Lyrik in der Sprache Panjabi bekannt ist. Sie veröffentlichte zahlreiche Bücher, die in mehrere Sprachen übersetzt wurden, darunter eine Autobiografie mit dem Titel Rasidi Ticket, die starke Kontroversen auslöste. Für ihre Werke wurde sie nicht nur mit diversen Literaturpreisen, sondern auch mit Orden der indischen Regierung geehrt.

## Leben
Amrita Pritam wuchs in einer traditionellen Sikh-Familie auf. Ihre Mutter starb, als sie elf Jahre alt war. Ihr Vater war Lehrer und schrieb ebenfalls Gedichte. Amrita Pritam veröffentlichte ihren ersten Gedichtband 1935 in Lahore. Im selben Jahr heiratete sie Pritam Singh; die Ehe war nicht glücklich. Nach der Teilung Indiens zog Amrita Pritam nach Delhi. 1960 trennte Amrita Pritam sich von ihrem Ehemann. Sie ging eine Beziehung mit dem Künstler und Autor Imroz (1926–2023) ein, mit dem sie den Rest ihres Lebens verbrachte.
Bis 1961 war Amrita Pritam 14 Jahre lang für das All India Radio tätig. Danach widmete sie sich ganz dem literarischen Schreiben.

## Werk und Rezeption
Amrita Pritam gilt als führende Poetin des Panjabi im 20. Jahrhundert; ihre Gedichte sind so bekannt, dass sie auch von Analphabeten gesungen oder rezitiert werden. Sie verleihen ganz besonders dem Leid der Menschen in Punjab eine Stimme und sind dafür bekannt, dass sie unabhängig von Religion oder Kaste das Punjabi-Sein beschreiben. In einem ihrer Gedichte, Ajj Aakhaan Waris Shah Nu (Panjabi اَج آکھاں وارث شاہ نُوں / Gurmukhi-Schrift ਅੱਜ ਆਖਾਂ ਵਾਰਸ ਸ਼ਾਹ ਨੂੰ), beschreibt sie die Massaker während der Teilung Indiens aus der Perspektive Waris Shahs, eines Sufi-Poeten des 18. Jahrhunderts.
Amrita Pritam wurde 2004 als Fellow in die Sahitya Akademi aufgenommen, eine Ehre, die in Indien den sogenannten „Unsterblichen der Literatur“ vorbehalten ist. Es gibt zu keiner Zeit mehr als 21 Fellows der Akademie. Im selben Jahr erhielt sie darüber hinaus den Orden Padma Vibhushan. 1981 wurde sie für Kagaj te Canvas mit dem renommierten Jnanpith Award ausgezeichnet. Bereits 1956 war sie für ihr Gedicht Sunehure mit dem Sahitya Akademi Award ausgezeichnet worden.
Die französische Übersetzung des wohl bekanntesten der Romane Amrita Pritams, Pinjar (Panjabi ਪਿੰਜਰ, Urdu پنجر, Hindi पिंजर, deutsch: Das Skelett), wurde 2005 mit dem Literaturpreis La route des Indes gewürdigt. Der Roman wurde 2003 als Film adaptiert. Die Geschichte spielt auf dem Hintergrund der Teilung Indiens. Der Film erzählt das Schicksal einer hinduistischen Frau, die von einem muslimischen Mann entführt und zur Ehe gezwungen wird. Unter den Hauptdarstellerinnen sind bekannte Größen des indischen Films, wie Manoj Bajpai, Isha Koppikar und Farida Jalal. Der Film wurde mit dem Nargis Dutt Award ausgezeichnet. Bei den Zee Cine Awards 2004 gewann der Film neben mehreren anderen Kategorien auch den Preis für das beste Drehbuch. Am 25. Januar 2018 wurde die erste Folge einer auf dem gleichen Roman basierende Fernsehserie namens Ghughi zunächst auf dem ersten Kanal des pakistanischen Fernsehens und eine halbe Stunde später auch in Indien ausgestrahlt.
Sie inspirierte Sahir Ludhianvi, mit dem sie in der Zeit ihrer Ehe eine romantische Beziehung führte, zu Liedtexten. Am bekanntesten davon ist wohl das für den 1964 erschienenen Film Dooj ka Chand geschriebene Lied Mehfil Se Uth Jaane Walo. 2014 und 2017 gab es Pläne, die Liebesgeschichte der beiden zu einem Bollywoodfilm zu verarbeiten.
Der Dichter Gulzar gibt ebenfalls an, von Amrita Pritam stark inspiriert worden zu sein. Er zollte ihr mit einer Audio-CD mit dem Titel Amrita Pritam, recited by Gulzar Tribut, auf der er Gedichte seines Vorbildes liest.
In dem Buch Amrita – Imroz. A love Story., das bei Penguin Books erschienen ist, wird ihre Beziehung zu Imroz als Liebesgeschichte erzählt. Die Autorin des Buches, Uma Trilok kannte das Paar persönlich gut.
Ein weiterer Roman, der auf dem Leben Amrita Pritams beruht, ist umstritten. Das Buch Eh Janam Tumhare Lekhe’ von Gurbachan Singh Bhullar beschreibt Amrita Pritam als unmoralisch und selbstsüchtig und unterstellt ihr, Männer ausgenutzt zu haben. Gurdial Bal stellt in einer ausführlichen Kritik des Buches Fragen danach, ob eine solche Charakterisierung der Schriftstellerin nicht von dem feudal-patriarchalischen Denken geleitet sei, eine Frau sei zu diffamieren, wenn sie ihre Kunst und ihr Leben nach eigenen Vorstellungen gestalte.